# Yokozuna (wrestler)
Rodney Agatupu Anoaʻi (n. 2 octombrie 1966, California, SUA – d. 23 octombrie 2000, Liverpool, Anglia, Regatul Unit) a fost un wrestler american profesionist. El a fost cel mai bine cunoscut în timpul său în Federația Mondială de Wrestling (WWF), unde a luptat sub numele de Yokozuna. Termenul Yokozuna se referă la cel mai înalt grad profesional în sumo wrestling în Japonia. Deși „Yokozuna” a fost portretizat ca un luptător de sumo, acesta nu a concurat niciodată cu luptători de sumo. Cu toate că a luptat ca un reprezentant al Japoniei, a fost de origine din Samoa și, în consecință, a fost taxat ca originar din Polinezia (deși el a fost condus de domnul Fuji fluturând un steag japonez).